# Move Bitch
«Move Bitch» (також «Move B***h» або просто «Move») — пісня американського репера Лудакріса, що вийшла 21 травня 2002 року як четвертий сингл з альбому Word of Mouf. У синглі беруть участь американські репери Mystikal і I-20. Сингл досяг 10 місця в чарті Billboard Hot 100, що зробило його першим хітом Лудакріса в першій десятці чартів. Він також досяг 3 місця в чарті Hot Rap Tracks і 3 місця в чарті Hot R&B/Hip-Hop Singles & Tracks. Крім того, він також з'явився в епізоді серіалу «Касл». Відставна зірка НБА, а нині аналітик ESPN Джейлен Роуз знявся в музичному відео.

## Цікаві факти
Люди, які протестували проти президента США Джорджа Буша, згадували цю пісню у скандуваннях, які змінили слова на «Рухайся, Буш, геть із дороги!» («Move, Bush, get out the way!») під час протестів проти війни в Іраку 2003 року.
Ця пісня згадується у фільмі «Погані хлопці 2», коли герої Вілл Сміт і Мартін Лоуренс розпитують молодого чоловіка, який прийшов відвести на побачення дочку героя Мартіна Лоуренса.

## Список композицій
1. "Move B***h" (Radio Edit)
2. "Keep It on the Hush" (Radio Edit)

## Чарти
| Чарт (2002)                             | Найвища позиція |
| --------------------------------------- | --------------- |
| США (Billboard Hot 100)                 | 10              |
| США (Hot R&B/Hip-Hop Songs) (Billboard) | 3               |
| США (Rap Songs) (Billboard)             | 3               |
| США (Rhythmic) (Billboard)              | 10              |